# L'Oréal
L'Oréal (Euronext OR) és una empresa internacional d’atenció personal amb seu a Clichy-sur-Seine, Alts del Sena, amb domicili social a París. És la companyia de cosmètica més gran del món i ha desenvolupat activitats en el camp centrades en el color del cabell, la cura de la pell, la protecció solar, el maquillatge, el perfum i la cura del cabell.